# Jiquiriçá
Jiquiriçá là một đô thị thuộc bang Bahia, Brasil. Đô thị này có diện tích 236,255 km², dân số năm 2007 là 12724 người, mật độ 53,86 người/km².